# IRI Medal
Die IRI Medal war eine zwischen 1946 und 2021 vom Industrial Research Institute vergebene Auszeichnung für technologische Innovation und deren industrielle Umsetzung.
Das Industrial Research Institute ist eine 1938 von der National Science Foundation gegründete Non-Profit-Organisation mit Sitz in Arlington.

## Preisträger
- 1946: Willis R. Whitney (General Electric)
- 1947: Charles A. Thomas (Monsanto)
- 1948: Games Slayter (Owens Corning)
- 1949: Vannevar Bush (Office of Scientific R&D)
- 1950: Frank B. Jewett (Bell Labs)
- 1951: Randolph T. Major (Merck)
- 1952: Roy C. Newton (Swift & Company)
- 1953: Eger V. Murphree (Standard Oil of N.J.)
- 1954: Mervin Joe Kelly (Bell Labs)
- 1955: Ernest H. Volwiler (Abbott Laboratories)
- 1956: Victor Conquest (Armour)
- 1957: Clifford F. Rassweiler (Johns Manville)
- 1958: Elmer W. Engstrom (RCA)
- 1959: Frank K. Schoenfeld (BFGoodrich)
- 1960: Augustus B. Kinzel (Union Carbide)
- 1961: Max Tishler (Merck)
- 1962: Chauncey G. Suits (General Electric)
- 1963: James B. Fisk (Bell Labs)
- 1964: Ray H. Boundy (Dow Chemical)
- 1965: Edwin H. Land (Polaroid)
- 1966: Paul L. Salzberg (DuPont Central Research)
- 1967: Emanuel R. Piore (IBM)
- 1968: John H. Dessauer (Xerox)
- 1969: Patrick E. Haggerty (Texas Instruments)
- 1970: William O. Baker (Bell Labs)
- 1971: Henri G. Busignies (International Telephone & Telegraph)
- 1972: Peter C. Goldmark (Goldmark Communications)
- 1973: William E. Shoupp (Westinghouse)
- 1974: Robert W. Cairns (Hercules)
- 1975: James Hillier (RCA)
- 1976: Hendrik B. G. Casimir (N.V. Philips)
- 1977: John J. Burns (Hoffmann-La Roche)
- 1978: Malcolm E. Pruitt (Dow Chemical)
- 1979: Arthur M. Bueche (General Electric)
- 1980: Lewis H. Sarett (Merck)
- 1981: William H. Armistead (Corning)
- 1982: N. Bruce Hannay (Bell Labs)
- 1983: Edward E. David Jr. (Exxon R&E)
- 1984: Harry W. Coover (Eastman Kodak)
- 1985: Ralph E. Gomory (IBM)
- 1986: George E. Pake (Xerox)
- 1987: Ian M. Ross (Bell Labs)
- 1988: Abraham B. Cohen (DuPont)
- 1989: Roland W. Schmitt (General Electric)
- 1990: Edward M. Scolnick (Merck)
- 1991: Mary L. Good (AlliedSignal)
- 1992: John S. Mayo (Bell Labs)
- 1993: George H. Heilmeier (Telcordia Technologies (Bellcore))
- 1994: Walter L. Robb (General Electric)
- 1995: John J. Wise (Mobil)
- 1996: Robert A. Frosch (General Motors)
- 1997: Donald E. Elson (Black & Decker)
- 1998: Arno Penzias (Bell Labs/Lucent)
- 1999: John Seely Brown (Xerox)
- 2000: Gordon F. Brunner (Procter & Gamble)
- 2001: Philip Needleman (Pharmacia)
- 2002: Charles W. Deneka (Corning)
- 2003: Lewis S. Edelheit (General Electric)
- 2004: John W. Miley (Milliken & Company)
- 2005: Paul M. Horn (IBM)
- 2006: David O. Swain (Boeing)
- 2007: Nabil Y. Sakkab (Procter & Gamble)
- 2008: Ralph Snyderman (Duke University & Proventys, Inc.)
- 2009: Norman R. Augustine (Lockheed Martin)
- 2010: Nicholas M. Donofrio (IBM)
- 2011: Uma Chowdhry (DuPont)
- 2012: Emile Jacobs (Exxon Mobile Research)
- 2013: Robert S. Langer, George M. Whitesides
- 2014: Joseph DeSimone
- 2015: Subra Suresh
- 2016: Vinton G. Cerf (Google LLC), Peter H. Diamandis
- 2017: Joi Ito (MIT Media Lab), Henry Chesbrough (UC Berkeley)
- 2018: Yann LeCun (Facebook Inc. [Heute: Meta Platforms])
- 2019: Leroy Hood
- 2020: David Wineland
- 2021: Demis Hassabis (DeepMind)